# Morgenberghorn
Morgenberghorn är ett berg i Schweiz.   Det ligger i distriktet Frutigen-Niedersimmental och kantonen Bern, i den centrala delen av landet, 40 km sydost om huvudstaden Bern. Toppen på Morgenberghorn är 2 249 meter över havet, eller 372 meter över den omgivande terrängen. Bredden vid basen är 2,4 km.
Terrängen runt Morgenberghorn är huvudsakligen bergig, men åt nordväst är den kuperad. Närmaste större samhälle är Thun, 19,4 km nordväst om Morgenberghorn. 
Trakten runt Morgenberghorn består i huvudsak av gräsmarker. Runt Morgenberghorn är det glesbefolkat, med 20 invånare per kvadratkilometer.